# وادي الحسي
وادي الحسي هو واد في فلسطين ذات مجرى مياه موسمي مطري يبدأ من سفوح جبال الخليل الجنوبية وشمال منطقة بئر السبع ويتدفق تيار الوادي في اتجاه شمالي غربي إلى أن ينتهي في البحر المتوسط بين غزة والمجدل، يبلغ طول مجراه الرئيس 48 كيلومترا، ومساحة حوض الصرف حوالي 750 كم مربع، ويبلغ عرضه عند مصبه 500 إلى 700 مترا.

## مسار الوادي
يبدأ مجرى الوادي عند الظاهرية جنوب الخليل، على ارتفاع 375 مترا فوق سطح البحر، بالتقاء من الأودية الصغيرة في سفوح جبال الخليل الجنوبية الغربية وشمال منطقة بئر السبع، ويرفده عند موقع عيون الحسي قرب خربة التتار وادي دورا الذي يبلغ طوله الـ27 كيلومترا، ليتابع وادي الحسي سيره غرباً حتى ينتهي في البحر المتوسط عند موقع قرية هربيا بين غزة وعسقلان. يلتقي وادي الحسي قبل 7 – 8 كيلومترات من مصبه بمياه سيول وادي الجية من الشمال ومياه سيول وادي حانون (الحليب) من الجنوب. وهكذا فإن شبكة هذا الوادي تصرف مياه سيول منطقة واسعة تضم قسماً من جبال الخليل، وسهل وتلال بئر السبع الشمالية، والسهل الساحلي الفلسطيني بين غزة والمجدل، كما تظهر بعض الينابيع والعيون الصغيرة على امتداد الوادي. يمر الوادي بقرى «بُرَير» و «سمسم» و «دير سنيد» حتى يصب في البحر المتوسط عند هربيا.